# Sinfonia n. 6 (Bruckner)
La sinfonia n.6 è una sinfonia in la maggiore del compositore austriaco Anton Bruckner.
È un'opera in quattro movimenti composta tra il 24 settembre 1879 e il 3 settembre 1881. Il compositore la dedicò  al proprio protettore, il dottor Anton van Ölzelt-Newin.
Sebbene ne possieda molti dei tratti caratteristici, differisce significativamente dal resto del repertorio sinfonico di Bruckner. Redlich si spinse fino a citare la carenza di caratteristiche dello stile compositivo sinfonico di Bruckner nella sesta sinfonia per la reazione alquanto sconcertata dei sostenitori e della critica.
Secondo Robert Simpson, sebbene non comunemente eseguita e spesso ritenuta il brutto anatroccolo dell'opera sinfonica di Bruckner, la sesta sinfonia comunque rende un'impressione immediata di ricca ed individuale espressività; gli stessi temi sono eccezionalmente belli, la stessa armonia ha momenti sia di audacia sia di finezza, la stessa orchestrazione è la più fantasiosa che Bruckner avesse ancora raggiunto, e possiede una padronanza di stile classico che potrebbe anche aver impressionato Brahms.